# 氧化镁
氧化镁（化学式：MgO）也称苦土，是镁的氧化物，一种离子化合物；常温下为白色固体；氧化镁以方镁石的形式存在于自然界中。

## 制备
氧化镁可由煅烧碱式碳酸镁（碳酸镁類）或氢氧化镁制得；煅烧温度在400－900℃制成轻质氧化镁，在900℃以上制成重质氧化镁。
也可用二氧化碳當氧化劑製造。
{\displaystyle {\rm {2Mg+CO_{2}\rightarrow C+2MgO}}}

## 性质
氧化鎂微溶于水、溶于酸。
氧化镁在粉碎时會与水作用，形成氫氧化鎂：
MgO + H2O → Mg(OH)2

## 用途
- 图书馆中用于防止书籍被酸腐蚀；
- 用于导线的绝缘皮；
- 用于治疗胃灼热、胃酸和酸性消化不良；
- 用作短效轻泻剂；
- 用作镁补充剂；
- 因其难熔，可用作熔炉衬里；
- 在比色法中用作白色的参照物；（发射率约为0.9）
- 压细的氧化镁可用作光学涂料（柯达公司商品名：Irtran-5）。涂层厚度在300纳米至7毫米之间时，涂层是透明的。1毫米厚的涂层折射率为1.72。
- 用於競技體操、棒球投手、攀岩等運動的防滑粉，可吸手汗。
- 其緩慢溶於酸的特性在皮革鞣製中可用做提鹼劑
- 氧化鎂板使用氧化鎂及氯化鎂為主要原料，有些會加上木屑、等當作填充材，再與玻璃纖維網及無紡布結合，初凝後產生強度，經養生烘乾製成。用途廣泛，可作隔牆板、天花板、隔熱板、可黏貼磁磚、壁紙、等。與另一種防火建材矽酸鈣板相比較，氧化鎂板防火較差，且折斷後斷面有網格狀，易碎且易吸水變形。有些氧化鎂板含有石棉。
- 用于工业橡胶制品及氯丁胶胶粘剂的生产，起吸酸剂及促进剂作用。
- 用于导热用陶瓷制作原料（氧化镁+胶黏剂混合后挤压，再高温煅烧成型）

## 危险
吸入氧化镁烟能导致金属烟雾病。

### 资料
- National Pollutant Inventory
- NIH （页面存档备份，存于）（药用资料）
- UCL
- NIST
- Emissivity of Materials（发射率资料）

### 厂商
- Magspecialties （页面存档备份，存于）
- Harrick Scientific products
- Lorad chemical （页面存档备份，存于）（光学涂料）
- Morgan Advanced Ceramics
- magnesium ingot az91 99.99 magnesium metal alloy ingot pure magnesium metal ingot （页面存档备份，存于）
- Wuxi Zehui Chemical Co., Ltd. - Basic Manufacturer of Magnesium Compounds from China （页面存档备份，存于）